# بوروسيا دورتموند موسم 2006–07
كان موسم 2006–07 هو الموسم الـ96 (والعام الـ97 بشكل عام) لبوروسيا دورتموند في تاريخ نادي كرة القدم والموسم الـ31 على التوالي في دوري الدرجة الأولى الألماني لكرة القدم، البوندسليغا.